# Johan Falkberget
Johan Falkberget, född Johan Petter Lillebakken 30 september 1879 i Nordre Rugldalen nära Røros, död 5 april 1967 i Tyvoll nära Røros, var en norsk författare och politiker. Han var far till Magnus Falkberget
Falkberget började arbeta i gruva vid åtta års ålder, vilket han gjorde till 1907 då han anställdes som redaktör för en arbetartidning. Han levde sedan ett kringflackande liv tills han 1922 tog över fädernegården där han levde resten av livet. Under en period satt han som ledamot av stortinget för arbeiderpartiet. Litterärt debuterade han 1901 med Mod lys og grav.
Förutom de självbiografiska Svarte fjelde (1907), Minneskudd (1908), Ved den evige sne (1908), Urtidsnat (1909) och Vargfjeldet (1910) utgav Falkberget en mängd äventysberättelser som Eli Sjursdatter (1913), Björneskytten (1919) och Christianus Sextus (1927), psykologiska romaner som Brændoffer (1918), Lisbet paa Jarnfjeld (1915) samt Den fjerde Nattevakt (1923), samt en diktsamling, Vers fra Rugelsjøen (1925).